# Globo Ion
Globo ION é a instalação responsável pela geração primária de sinal para os canais de TV da Globo, assim como centro de controle e endereçamento de sinais para outros braços da empresa, além disso o local opera como base para a operação do setor de jornalismo esportivo da empresa e estúdios para programas dos canais SporTV, Multishow e GNT.